# 火炬体育团
火炬体育团 是一家朝鲜体育团体，下辖足球队，位于平壤。归属于社会主义爱国青年同盟。体育团在2013年5月成立，並在2014年首次奪得朝鲜足球联赛冠軍，是朝鮮新興的優秀隊伍。

## 球队荣誉

### 國内聯賽
- 朝鲜足球联赛

 冠軍（2）： 2014, 2016

### 國内盃賽
- 白頭山獎運動會

 冠軍（1）：2016
- 普天堡火炬獎運動會

 冠軍（2）：2013, 2017
 亞軍（1）：2014
- 火炬盃

 亞軍（1）：2014, 2016
- 鳌山德奖运动会

 冠軍（1）：2015

## 球員名單
更新日期:2018年3月16日
註釋：國旗表示球員在國際足聯資格規則定義的國家隊。球員可能擁有一個以上非國際足聯國籍。
| 號碼 |                        | 位置 | 球員   |
| ---- | ---------------------- | ---- | ------ |
| 1    | 朝鲜民主主义人民共和国 | 门将 | 宋泰   |
| 2    | 朝鲜民主主义人民共和国 | 中场 | 金光鎮 |
| 3    | 朝鲜民主主义人民共和国 | 后卫 | 張國哲 |
| 5    | 朝鲜民主主义人民共和国 | 中场 | 范賢哲 |
| 6    | 朝鲜民主主义人民共和国 | 中场 | 吳哲赫 |
| 7    | 朝鲜民主主义人民共和国 | 前锋 | 朴哲成 |
| 8    | 朝鲜民主主义人民共和国 | 中场 | 宋正赫 |
| 9    | 朝鲜民主主义人民共和国 | 前锋 | 崔光鎮 |
| 10   | 朝鲜民主主义人民共和国 | 后卫 | 李正民 |
| 11   | 朝鲜民主主义人民共和国 | 后卫 | 李昌浩 |

| 號碼 |                        | 位置 | 球員   |
| ---- | ---------------------- | ---- | ------ |
| 14   | 朝鲜民主主义人民共和国 | 后卫 | 全忠日 |
| 18   | 朝鲜民主主义人民共和国 | 门将 | 姜柱赫 |
| 19   | 朝鲜民主主义人民共和国 | 后卫 | 鄭哲赫 |
| 23   | 朝鲜民主主义人民共和国 | 后卫 | 金國哲 |
| 25   | 朝鲜民主主义人民共和国 | 后卫 | 金主元 |
| 28   | 朝鲜民主主义人民共和国 | 中场 | 李成   |
| 30   | 朝鲜民主主义人民共和国 | 后卫 | 金光勳 |
| 32   | 朝鲜民主主义人民共和国 | 中场 | 李永官 |
| 33   | 朝鲜民主主义人民共和国 | 前锋 | 李日山 |

## 知名球员
- 張國哲
- 金勇光